# 한신 공업지대

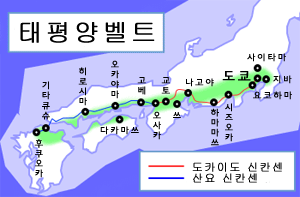
한신 공업지대는 지도 좌측의 '고베', '오사카' 일대에 있다.

한신 공업지대(阪神工業地帯)는 오사카시와 고베시의 한신 지역을 중심으로 한 일본 제2의 공업 지역이다. 이 지역에 가장 유명한 기업은 고베 제강, 신일철주금, 스미토모화학 등이 대표적이며, 중간에 일본 43번 국도가 이 지역을 통과하기도 한다.

## 같이 보기
- 간사이 문화학술연구도시